# نمادهای توکیو
نمادهای توکیو (انگلیسی: Symbols of Tokyo) شهر توکیو دارای دو نشان رسمی است:
- «شینبورو» (پرچم توکیو). به شکل یک خورشید با شش پره و یک نقطه در مرکز است. در دسامبر ۱۸۸۹، هیروموتو واتانابه، عضو شورای شهر توکیو، برای اولین بار پیشنهادی را برای ایجاد منشور شهر توکیو ارائه کرد. از آنجایی که از بالا به نظر می‌رسد مانند یک لاک‌پشت است، گاهی کودکان به آن «لاک‌پشت» می‌گویند. تا ۸ نوامبر ۱۹۴۳، پس از تغییر نام شهر توکیو و  استان توکیو (۱۹۴۳-۱۸۶۸)، به کلان‌شهر توکیو رسماً به عنوان نشان شهری توکیو تأیید شد. علاوه بر این، تصویب پرچم شهری توکیو در ۱ اکتبر ۱۹۶۴ بود.
- یک «مونشو» (نماد دولت شهری توکیو) در ۳۰ سپتامبر ۱۹۸۹، این لوگو برای بزرگداشت صدمین سالگرد تأسیس شهر سابق توکیو تصویب شد. گفته می‌شود که "T" توکیو در مرکز پنهان است. معمولاً به عنوان "لوگو جینکو" (いちょうマーク) شناخته می‌شود، اما دولت شهری توکیو اعلام کرده‌است که مفهوم طراحی اصلی لوگو هیچ ارتباطی با برگ‌های کهن‌دار (جینکو) ندارد.

## نماد گل، درخت و پرنده
- ساکورای سومی-یوشینو گل توکیو
- کهن‌دار، درخت توکیو
- کاکایی سرسیاه کوچک، پرنده توکیو